# FC Antibes
Football Club Antibes Juan-les-Pins – francuski klub piłkarski z siedzibą w Antibes.

## Historia
FC Antibes został założony 1912 jako Olympique d’Antibes. W 1932 uzyskał status zawodowy i przystąpił do premierowego sezonu ligi francuskiej. W premierowym sezonie Antibes wygrało w grupie B Première Division. Jednak w wyniku oskarżeń o korupcję nie zostało dopuszczone do finałowego meczu ze zwycięzcą grupy A Olympique Lillois. Po tym wydarzeniu klub zmienił nazwę na Football Club d’Antibes. FC Antibes występowało we francuskiej ekstraklasie przez 7 lat, do spadku w 1939.
Po spadku klub zmienił nazwę na obecną Olympique d’Antibes Juan-les-Pins. W 1947 klub spadł z Division 2 i stracił status zawodowy. Klub szybko staczał się w piłkarskiej hierarchii i już 1949 trafił do V ligi. W V lidze klub występował do 1968. W 1966 klub połączył się z dwoma innymi klubami Esperance Antibes i US Antiboise. Przez następną dekadę klub występował głównie w IV lidze (dwukrotnie spadając do V ligi). W 1981 klub awansował do III ligi i występował w niej do 1986. Wkrótce klub wrócił ponownie do V ligi, w której występował do 1996, kiedy to został administracyjnie przesunięty do VIII ligi (Promotion d’Honneur).
W 1998 Antibes awansowało do VII (Division Honneur Régionale), a w 2002 do VI ligi (Division Honneur Méditerranée). Pobyt w VI lidze trwał tylko sezon, po którym Antibes administracyjnie został zdegradowany do VIII ligi. W 2011 klub wygrał rozgrywki Promotion d’Honneur i awansował do Division Honneur Régionale.

## Sukcesy
- 7 sezonów w Première Division: 1932-1939.

## Znani piłkarze w klubie
- Alexandre Villaplane
- Vilmos Kohut
- Mario Evaristo

## Trenerzy
- Numa Andoire (1945-1946)
- Laurent Robuschi (1971-1985)

## Sezony wPremière Division
| Sezon     | Uzyskane Miejsce |
| --------- | ---------------- |
| 1932-1933 | 1 w gr. B        |
| 1933-1934 | 7                |
| 1934-1935 | 14               |
| 1935-1936 | 12               |
| 1936-1937 | 13               |
| 1937-1938 | 10               |
| 1938-1939 | 15 (spadek)      |